# Regina Dourado
Regina Dourado (Irecê, 22 de agosto de 1952 – Salvador de Bahía, 27 de octubre de 2012) fue una actriz de cine y televisión brasileña.
Dourado se unió al grupo teatral Companhia Baiana de Comédias cuando solo contaba con quinze años. fue muy conocida por numerosos papeles en televisiñon y e l teatro a lo largo de su carrera. Falleció el 27 de octubre de 2012 a causa de un cáncer de mama con el que había batallado desde 2003.

## Filmografía
Cine
| Año  | título                                           | Papel         |
| ---- | ------------------------------------------------ | ------------- |
| 1984 | O Baiano Fantasma                                | Zuzu          |
| 1985 | Tigipió - Uma Questão de Amor e Honra            | Matilde       |
| 1990 | Corpo em Delito                                  | Tana          |
| 1996 | Corisco & Dadá                                   | Filha de Dadá |
| 1999 | No Coração dos Deuses                            |               |
| 2004 | Espelho d'Água - Uma Viagem no Rio São Francisco | Penha         |